# اقتراب فائت

الإجراءات النهائية لاقتراب (ILS)، بما في ذلك تعليمات الاقتراب المفقودة (مظللة باللون الأحمر).

الاقتراب الفائت أو (الاقتراب الضائع) (Missed approach) هو إجراء يتبعه طيار عندما لا يمكن إكمال الاقتراب بالجهاز إلى الهبوط الكامل. يمكن تعيين تعليمات الاقتراب الفائت عن طريق مراقبة الحركة الجوية (ATC) قبل السماح بالاقتراب. إذا لم يصدر المراقبة الجوية تعليمات محددة قبل الاقتراب وتم تنفيذ اقتراب فائت، يجب على الطيار اتباع إجراء الاقتراب (الافتراضي) المفقود المحدد للاقتراب. قبل البدء في هذا الاقتراب، يمكن للطيارين تقديم طلب محدد إلى المراقبة الجوية في حالة حدوث اقتراب ضائع. قد يتضمن هذا الطلب تعليمات حول العنوان والارتفاع لتجنب التأخير في الرحلة (مثل الحجوزات) والمناورة بكفاءة للطائرة في موضعها إما لاقترابها التالي أو التحويل إلى مطار بديل.
بشكل عام، إذا قرر الطيار بحلول الوقت الذي تكون فيه الطائرة على «ارتفاع القرار» (Precision_Approach) للمقاربة الدقيقة أو نقطة اقتراب مفقودة للاقتراب غير الدقيق)، أو أن المدرج أو بيئته ليست في الرؤية، أو أن مكان آمن لا يمكن إتمام عملية الهبوط لأي سبب من الأسباب، يجب إيقاف اقتراب الهبوط ("الالتفاف") ويجب بدء إجراء الاقتراب الفائت على الفور. من الشائع أيضًا أن يمارس الطيارون اقترابًا مفقودًا كجزء من التدريب الأولي أو المتكرر على الأداة. في مثل هذه الحالات، قد ينفذ الطيار طرقًا متعددة للأدوات على التوالي، مع عدم وجود طرق بينها.
يتضمن إجراء الاقتراب الفائت عادةً اتجاهًا أوليًا أو مسارًا يجب اتباعه، والارتفاع الذي يجب الصعود إليه، متبوعًا عادةً بالإرشادات في مكان قريب لتصويب التنقل الملاحي. من المتوقع أن يقوم الطيار بإبلاغ المراقبة الجوية عن طريق الراديو ببدء الاقتراب الفائت في أقرب وقت ممكن. قد يتعرف المراقبة الجوية ببساطة على مكالمة الاقتراب الفائتة أو يعدل تعليمات الاقتراب الفائتة، على سبيل المثال، مع توجيه مباشر إلى نقطة أخرى. قد يمسح المراقبة الجوية الرحلة لاحقًا باقتراب أخر في نفس المطار أو يسمح لها بالذهاب إلى مطار بديل، اعتمادًا على نوايا الطيار بالإضافة إلى اعتبارات الوقود والطقس وحركة المرور.